# Ernst Blasius

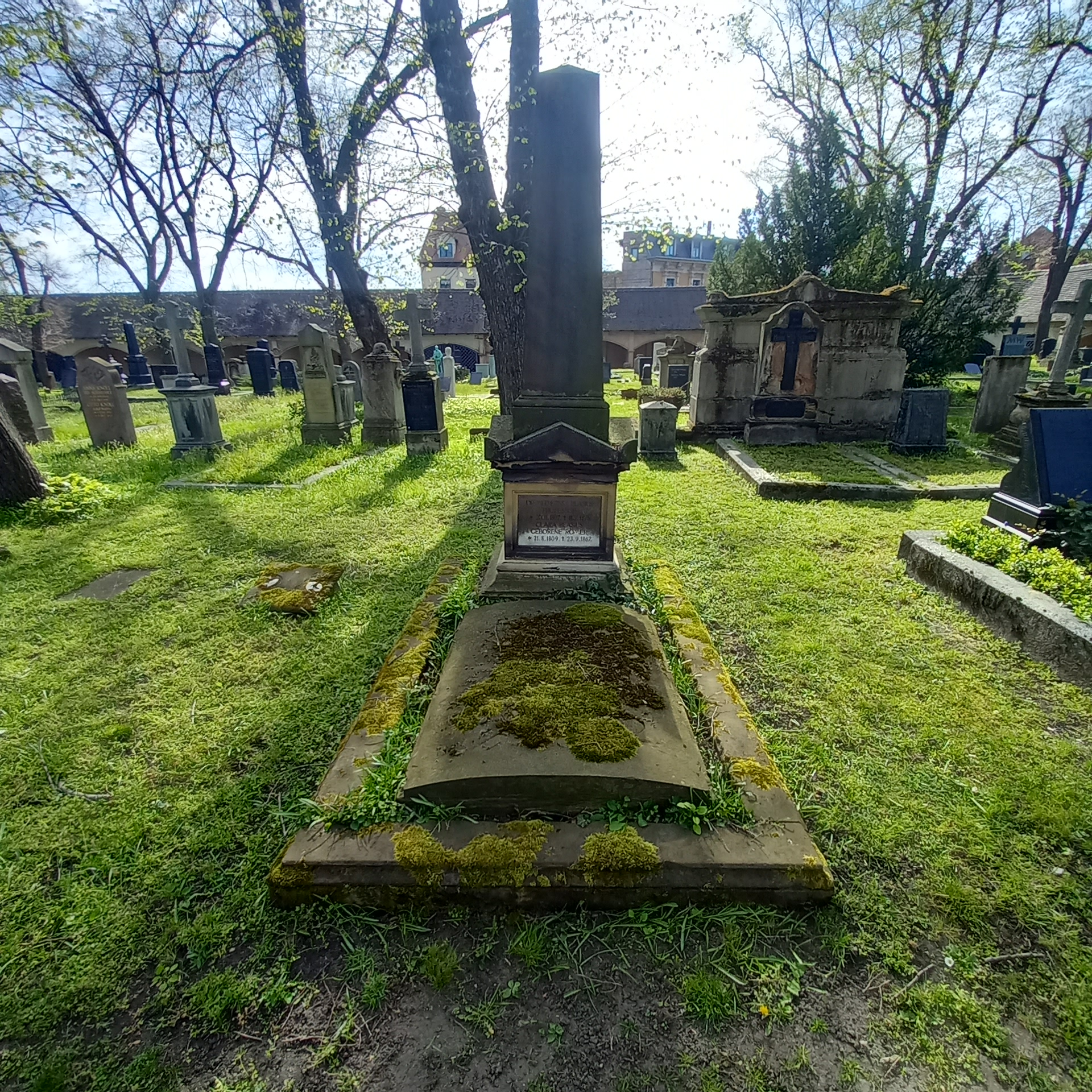
Das Grab von Ernst Blasius und seiner Ehefrau Clara geborene Roeben im Familiengrab auf dem Stadtgottesacker in Halle

Ernst Carl Friedrich Blasius (* 20. November 1802 in Berlin; † 11. Juli 1875 in Halle (Saale)) war ein deutscher Chirurg.

## Leben
Ernst Carl Friedrich Blasius wurde als Sohn des Kaufmanns Christian Friedrich und der Henriette Sophia Schultzen am 20. November 1802 in Berlin geboren. Auf dem Joachimsthalschen Gymnasium vorgebildet, bezog er 1818 die militärärztliche Ausbildungsstätte der Universität Berlin, die Pépinière. Seine Promotion zum Doktor der Medizin erfolgte am 5. April 1823. Die folgenden vier Jahre fungierte er als Militärarzt. Dann absolvierte er seine Staatsprüfung, doch wegen seiner „überragende[n] operative[n] Begabung“ riet man ihm, eine akademische Laufbahn einzuschlagen. So habilitierte er sich 1829 an der Universität Halle als chirurgischer Privatdozent. In Berlin wurde er Mitglied der Freimaurerloge Zum Pilgrim.
Im folgenden Jahr ernannte man ihn dort zum außerordentlichen Chirurgie-Professor. 1831 wurde er auch provisorisch Leiter der Universitätsklinik. Zum ordentlichen Professor 1834 befördert, wurde er zugleich auch endgültiger Leiter der Klinik und machte er sich einen Namen als Arzt und Akademiker. Aber auch seine Berichte aus der Universitätsklinik sowie seine sonstigen wissenschaftlichen Arbeiten wurden positiv aufgenommen. So war er seit 1853 auch Geheimer Medizinalrat. Zudem würdigte man ihn mit dem Roten Adlerorden zweiter Klasse mit Eichenlaub, dem Kronenorden zweiter Klasse, dem Leopoldsorden sowie mit dem Hausorden Albrechts des Bären erster Klasse.
Blasius beschäftigte sich insbesondere mit Augenheilkunde sowie Knochenkrankheiten. Darüber hinaus entwickelte er Prothesen als Ersatz verlorener Körperteile, entwickelte Operationsmethoden für die Wiederherstellungschirurgie und sorgte für neue Erkenntnisse auf den Gebieten der Bluttransfusion, der Verrenkungen verschiedener Gelenke, der Lehre von Nekrosen und der „Sensibilitäts-Neurosen“. Außerdem sorgte er für einen Ausbau der Universitätsklinik in Hinblick auf seine Interessensgebiete.
Im Jahr 1867 verließ Blasius aus gesundheitlichen Gründen die Universitätsklinik. In seiner dortigen 36 Jahre andauernden Tätigkeit hatte er 80.720 Kranke behandelt und 4.267 größere Operationen durchgeführt. Unterstützend operierte er in den folgenden Jahren an der Seite von Ernst Kohlschütter in der Diakonissenanstalt Halle. Sein 50-jähriges Doktorjubiläum feierte er am 5. April 1873 mit ehemaligen Schülern und Kollegen. Am 11. Juli 1875 verstarb Ernst Blasius 72-jährig in Halle. Er wurde auf dem halleschen Stadtgottesacker bestattet (Innenfeld, Abteilung II). Sein Schüler Richard von Volkmann wurde als sein Nachfolger Chirurgie-Professor.

## Schriften

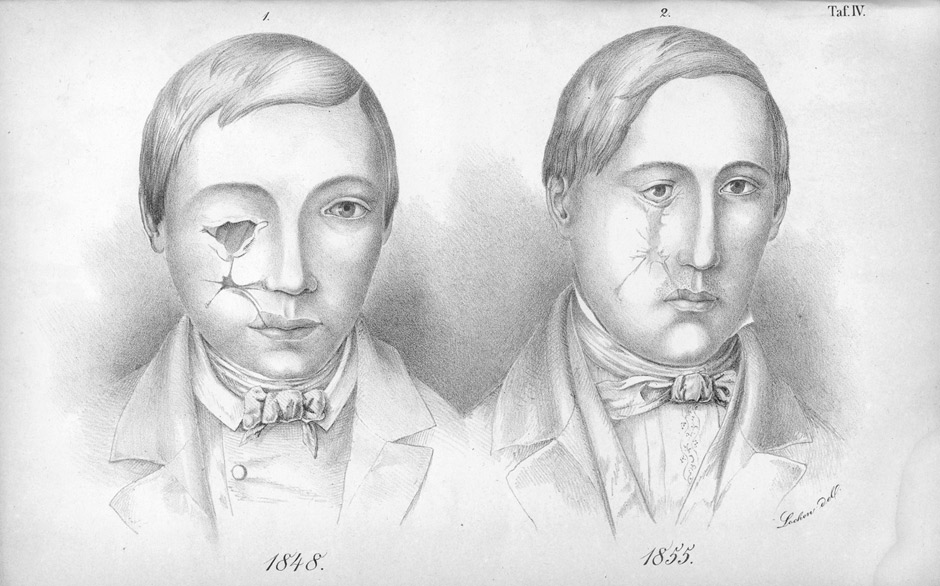
Illustration aus: Neue Beiträge zur praktischen Chirurgie, 1857

- De tractus intestinorum formatione mammalium embryonibus (Dissertation, 1823)
- De fungi durae matris accuratiori distinctione (Habilitationsschrift, 1829)
- Handbuch der Akiurgie (drei Bände; 1830 bis 1832)
- Klinisch-chirurgische Bemerkungen. Ein Bericht von den Ereignissen der chirurgischen augenärztlichen Klinik der k. Universität zu Halle (1832)
- Akiurgische Abbildungen oder Darstellung der blutigen chirurgischen Operationen und der für dieselben erfundenen Werkzeuge, mit erläuterndem Text. (Berlin 1833)
- Handwörterbuch der gesammten Chirurgie und Augenheilkunde (vier Bände; 1836 bis 1838)
- Ueber den Lupus oder Herpes exedens (1834)
- Lehrbuch der Akiurgie (1835)
- Lehrbuch der Chirurgie (1835)
- Neue Beiträge zur praktischen Chirurgie. Nebst einem Bericht über die chirurgisch-augenärztliche Klinik der Königlichen Universität zu Halle während des 25-jährigen Zeitraumes vom 1. Mai 1831 bis zum 1. Mai 1856 (1857)